# Trégonneau
Trégonneau (tiếng Breton: Tregonev) là một xã của tỉnh Côtes-d’Armor, thuộc vùng Bretagne, tây bắc Pháp.

## Dân số
Người dân ở Trégonneau được gọi là Trégonnois.